# 부킹 (클럽)
부킹은 대한민국의 나이트클럽에서 이루어지는 일종의 짝짓기 행위이다. 클럽의 웨이터가 즉석에서 남여를 서로 짝을 지어 주며, 주로 테이블에서 진행된다.
부킹은 웨이터가 여성 고객을 때로는 강제로 테이블로 데려와 남성과 함께 앉게 하는 관행이다. 양 당사자는 언제든지 자유롭게 떠날 수 있으며, 상호 이익에 따라 계속 함께 앉아서 술을 마시고 이야기할 수 있다. 겉보기에는 외부인과 유사하지만 이들은 호스티스 클럽이 아니며 남성은 웨이터에게 팁을 지불하고 여성을 테이블로 데려 올 것으로 예상되지만 여성은 직원도 매춘부도 아닌 동료 클럽 이용자이다.